# Swartberg
Swartberg är en 230 km lång bergskedja i Sydafrika. Swartberg har ett antal toppar över 2 000 meter över havet, och sträcker sig från Laingsburg i väst till Willowmore och Uniondale i öst.

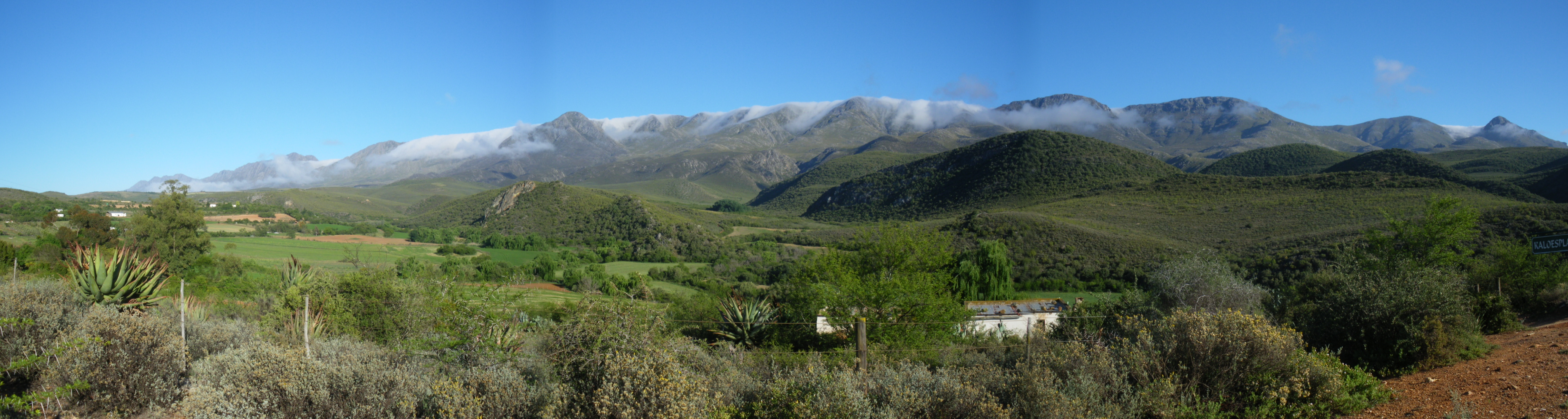
Greater Swartberg.

Swartberg indelas i Smaller Swartberg Mountains och Greater Swartberg Mountains. Seweweekspoortpiek (Seven Weeks Gorge Peak) i Smaller Swartberg är den högsta bergstoppen, med 2 325 meters höjd. Toverkop (Bewitch Peak) vid staden Ladysmith i Little Karroo är 2 240 meter över havet.
Floden Gouritz rinner i en klyfta mellan de två bergskedjorna. Tierberg (Leopard Mountain, 2 132 meter över havet) är den högsta toppen i detta område, som också omfattar Cangogrottorna.
Swartberg Pass är ett bergspass mellan Oudtshoorn i söder och Prince Albert i norr. Meiringspoort är ett pass norr om staden De Rust.
Delar av Swartberg är upptaget på Unescos världsarvslista (Kaps floraregionen).